# Bleikinder
Als Bleikinder werden Kinder bezeichnet, die an einem in Stolberg in der Städteregion Aachen in den 1970er Jahren aufgetretenen Krankheitsbild mit hohem Bleianteil im Körper leiden.

## Krankheitsbild
Da Blei nur teilweise aus dem Körper wieder ausgeschieden wird, lagert sich der Rest im Skelett (sog. Bleisaum an den Knochen) und in weichen Geweben wie Leber und Nieren ab. Diese Ablagerungen nennt man auch Depotblei. Bei den in Stolberg bekannten Zahnbleiuntersuchungen wurden Rückschlüsse auf das Depotblei gezogen. 36 % der Bleilast bei Kindern liegt auf den Organen, den Geweben und dem Blut. Beim Erwachsenen sind dies nur 6 bis 8 Prozent. Der Rest lagert jeweils in den Knochen. Das in der Entwicklung befindliche Nervensystem von Embryonen und Kindern kann durch eine Bleibelastung geschädigt werden. Eine weitere Risikogruppe sind Schwangere.

## Untersuchungen
1979 untersuchte das Medizinische Institut für Umwelthygiene der Universität Düsseldorf die Bleigehalte von Milchzähnen Stolberger Kinder. Eine längere Wohndauer in Stolberg und die Tatsache, dass der Vater des Kindes Bleihüttenarbeiter war, wirkte sich deutlich steigernd auf die Schwermetallanreicherung in den Zähnen aus. Folgende Blutbleiuntersuchungen bestätigten diese Befunde: Im Sommer 1982 wurden bei 213 Kindern aus verschiedenen Ortsteilen Stolbergs der Blei- und Cadmiumgehalt im Blut bestimmt. Aus dem Umfeld der Bleihütte Binsfeldhammer wurden 45 Kinder gesondert untersucht. Es bestätigte sich das Ergebnis, dass die Bevölkerung im Nahbereich der Hütte besonders stark durch bleihaltige Säure belastet ist. Bei acht Kindern kam es zu beträchtlichen Überschreitungen der Richtlinienwerte. Der Maximalwert in Stolberg lag bei 38,5 µg Pb/100 ml Blut.
Je höher der Zahnbleiwert, desto schlechter schnitten die Kinder bei Reaktionstests ab. Kinder mit hohem Zahnbleigehalt wurden eher als „verhaltensauffällig“ bezeichnet. Alle Kinder mit einem Zahnbleigehalt von über 20 schnitten bei Tests deutlich schlechter ab als der Durchschnitt. Bleibedingte IQ-Defizite konnten jedoch nicht nachgewiesen werden.
Im Jahre 1990 stellte Dr. Ewers eine von der Stadt Stolberg und dem Kreisgesundheitsamt Aachen in Auftrag gegebene umweltmedizinisch-epidemiologische Studie zur Schwermetallbelastung der Bevölkerung vor, die zu dem Ergebnis gelangte, eine weitere Beobachtung sei nicht mehr erforderlich. Der Maximalwert des Bleigehalts in Stolberg lag bei 15,5 µg Pb/100 ml Blut.
Einer 2009 veröffentlichten Langzeitstudie der Universität Bristol zufolge zeigen Kinder mit dauernder Bleibelastung später schlechtere Schulleistungen und häufiger hyperaktives und unsoziales Verhalten. Unter einem Wert von fünf Mikrogramm fanden die Forscher keine Auffälligkeiten. Die Weltgesundheitsorganisation (WHO) schätzt, dass weltweit etwa die Hälfte der Stadtkinder unter dem Alter von fünf Jahren höhere Bleiwerte im Blut aufweisen als zehn Mikrogramm pro Deziliter.